# Tollboden (Stavanger)

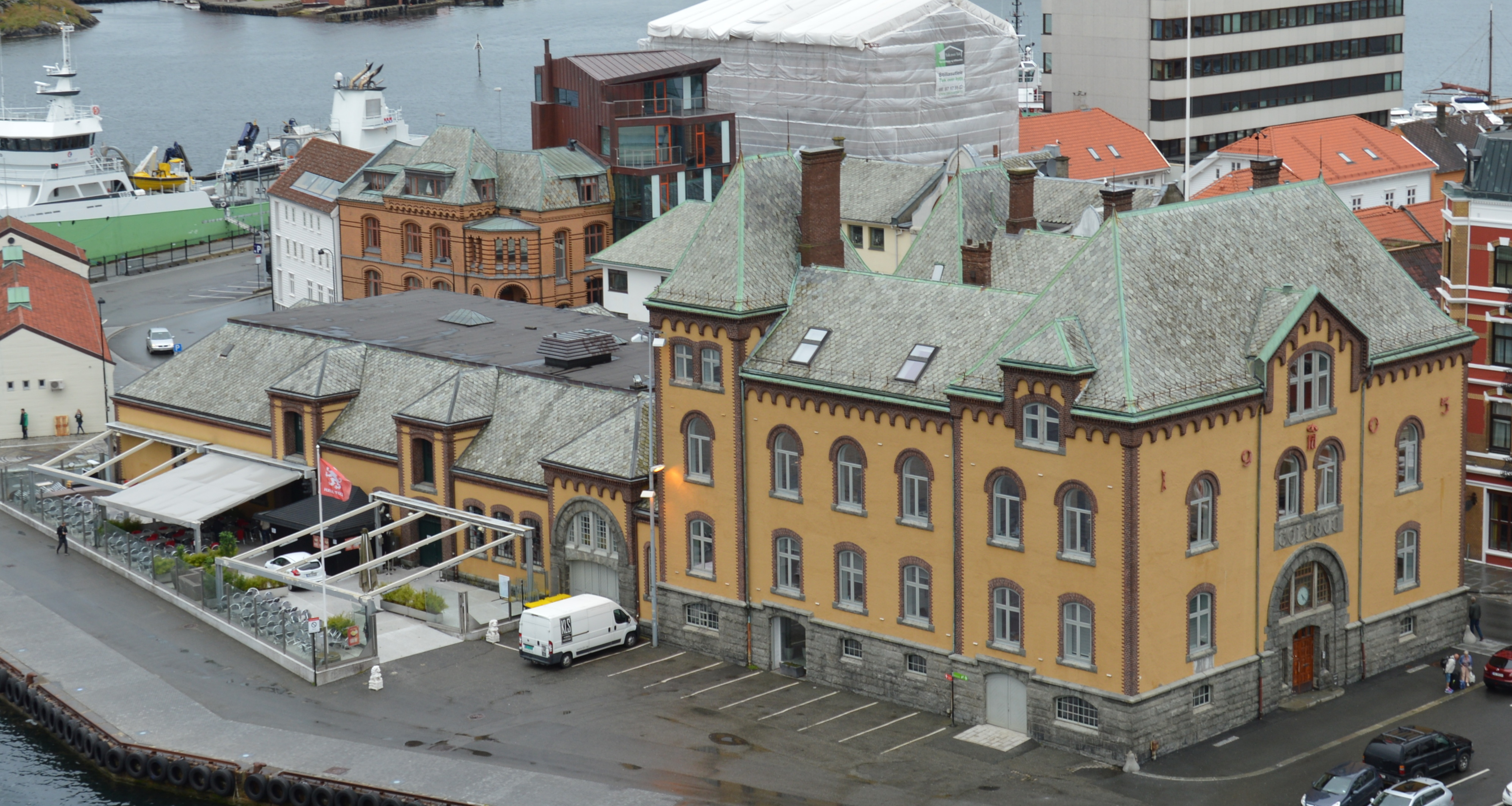
Tollboden, 2017

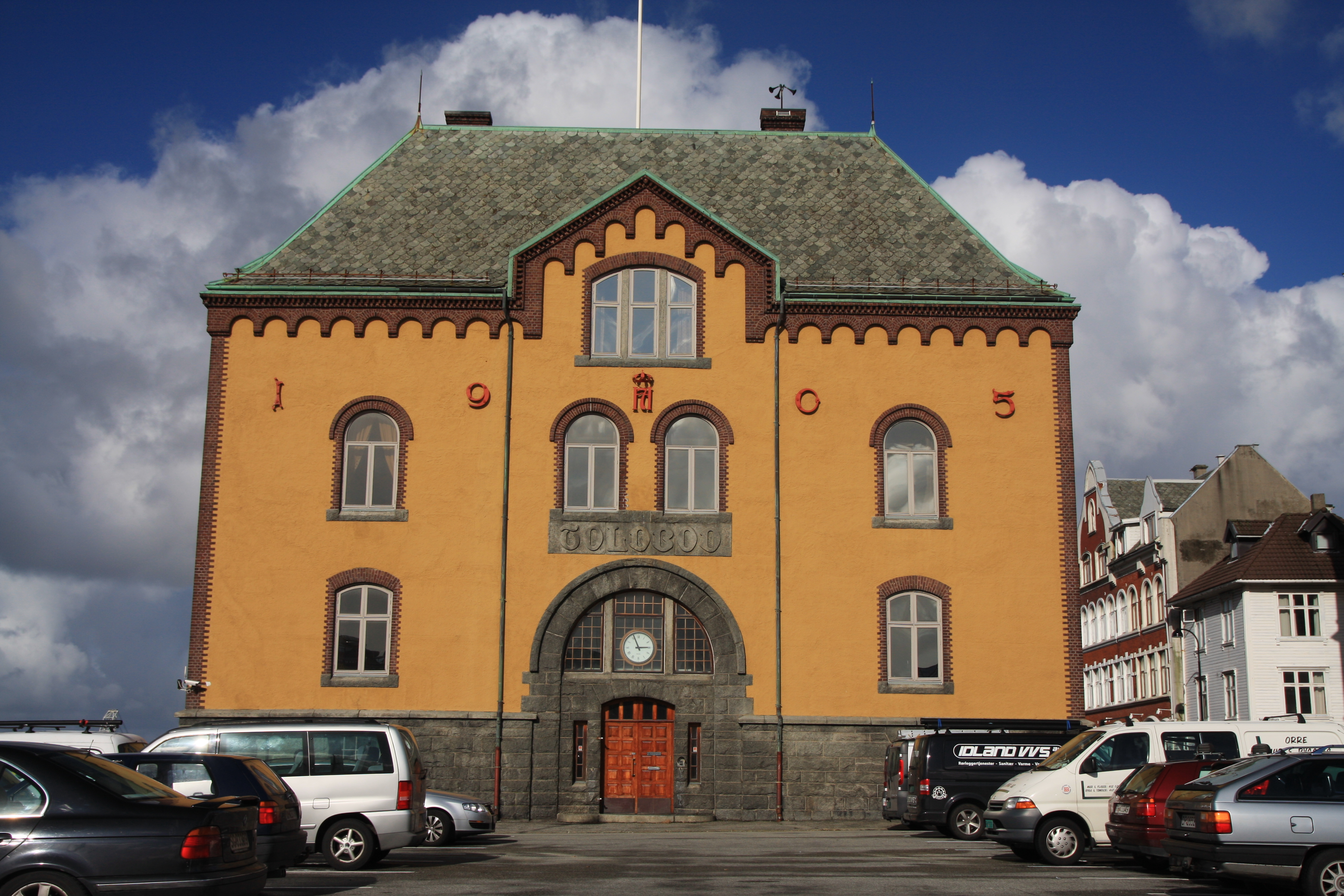
Südfassade, 2011

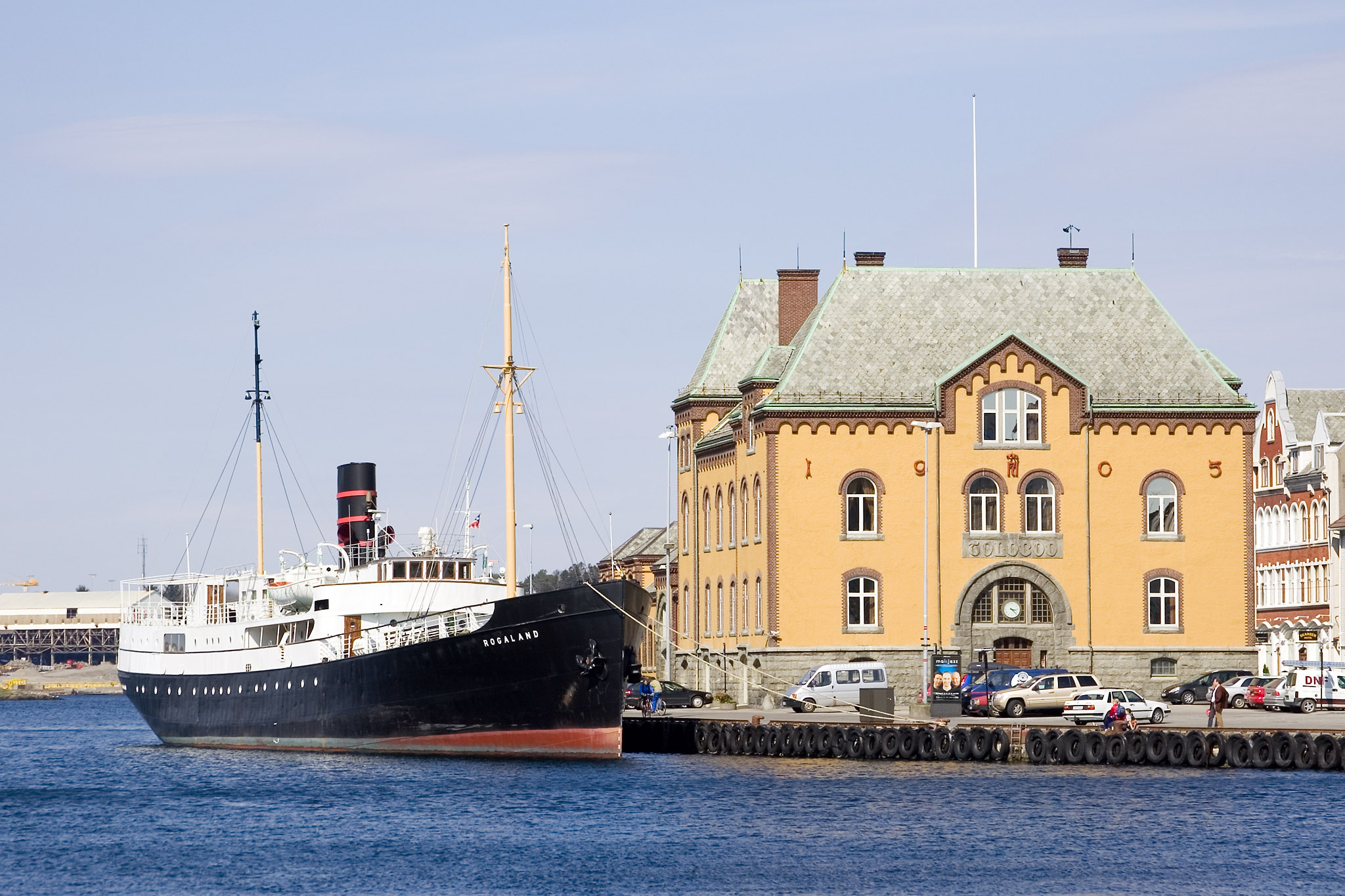
Blick von Südwesten mit dem Schiff Rogaland, 2006

Der Tollboden ist ein denkmalgeschütztes Gebäude in der norwegischen Stadt Stavanger. 
Es befindet sich auf der Ostseite des Hafens Vågen an der Adresse Skansegaten 2.

## Architektur und Geschichte
Das Gebäude wurde 1905, nach anderen Angaben 1907, als neues Zollamt errichtet, nach dem das Alte Zollamt zu klein geworden war. Die Gestaltung des repräsentativen Baues erfolgte in den Formen des Jugendstils und des Neobarocks nach einem Entwurf des Architekten Schak Bull. An der südlichen Fassade ist die Jahreszahl 1905 und der Schriftzug Toldbod angebracht.
Heute (Stand 2017) befindet sich zur Wasserseite hin ein Restaurant im Gebäude.